# Shu-Ilishu
Šu-ilišu, ca. 1920 - 1911  a.  C. (cronología corta), o 1984- 1975  a.  C. (cronología media) fue el segundo gobernante de la 1ª dinastía de Isin, reinando durante 10 años, según una copia de la Lista Real Sumeria, o durante 20 años, según otras. Es conocido por su recuperación a Elam del ídolo de culto de Nanna, y su vuelta a Ur.

## Biografía
Las inscripciones de Shu-Ilishu le dan los títulos de “hombre poderoso, rey poderoso, rey de Ur, dios de su nación, amado de los dioses  Anu, Enlil, y Nanna, rey de la tierra de Sumer y Acad, amado del dios Enlil y de la diosa Ninisina, y señor de su tierra, pero no rey de Isin, título que no fue reclamado por un gobernante de esta ciudad hasta el reinado posterior de Ishme-Dagan. 
Fue un gran benefactor de Ur, comenzando la restauración, que continuaron sus sucesores, Iddin-Dagan e Ishme-Dagan. Construyó una puerta monumental, y recuperó un ídolo representativo de la deidad patrón de Ur, Nanna, dios de la luna, que había sido expropiado por los elamitas cuando saquearon la ciudad. Pero se desconoce si esto lo obtuvo a través de la diplomacia o de un enfrentamiento. Las Lamentaciones de Ur fueron compuestas alrededor de esta época, para explicar la catástrofe de la destrucción de Ur, llamando a su reconstrucción, y para proteger a los restauradores de las maldiciones unidas a las ruinas.